# Плеханово (Смоленская область)
Плеханово — деревня в Гагаринском районе Смоленской области России. Входит в состав Ашковского сельского поселения.
Расположена в северо-восточной части области в 5 км к северу от Гагарина, в 14 км севернее автодороги М1 «Беларусь», на берегу реки Гжать. В 8 км южнее деревни расположена железнодорожная станция Гагарин на линии Москва — Минск.

## История
В годы Великой Отечественной войны деревня была оккупирована гитлеровскими войсками в октябре 1941 года, освобождена в марте 1943 года.